# Edgard Leite
Edgard Leite Ribeiro (ur. 22 marca 1889 w Rio de Janeiro, zm. 9 września 1974 tamże) – brazylijski piłkarz wodny, olimpijczyk.
Brał udział w igrzyskach olimpijskich w 1920 w  Antwerpii. Grał w meczu ze Szwecją, przegranym przez Brazylię 3:7 (nie zdobył bramki). Jego drużyna została sklasyfikowana na 4.–5. miejscu.